# モデストバクター属
モデストバクター属（Modestobacter）は真正細菌放線菌門放線菌綱ゲオデルマトフィラス目ゲオデルマトフィラス科の属の一つである。

## 概要
"Modestobacter"は、ラテン語で「謙虚な」を意味する形容詞"modestus"と、ギリシャ語で「桿菌」を意味する"bacter"を組み合わせた造語であり、「控えめな生育条件を持つ桿菌」を意味する。この属は広範な化学分類学的、形態学的、生理学的特徴を広範な範囲で共有する。凝集体となり、多数の隔壁が内在する胞子を形成する傾向のあるグラム陽性の短桿菌又は球菌である。胞子は形成しない。細胞は1.0～2.8×1.0～3.0μmで、細胞内にて幅方向及び長さ方向に複数の隔壁を形成し、出芽及び遊走細胞の形成により増殖する。コロニーは不規則な形をしており、光沢があり、ベージュ又はピンク色である。胞子は形成されない。好気性従属栄養細菌であり、貧栄養PYGV培地又はDSMZ培地65で培養できる。好冷性菌株は11～13℃で最適に生育する。pH耐性によりpH 3～4及び11～12においても生存する。カタラーゼ、シトクロムオキシダーゼ、及びホスファターゼ陽性である。一部の菌株は、制限エンドヌクレアーゼ活性を示す。生育に利用される炭素源は、D-グルコース、D-ガラクトース、ラクトース、スクロース、及びマンニトールである。一方で、アデニン、ヒポキサンチン、キサンチン、馬尿酸、セルロース、キチン、デキストリン、キシラン、アルブチン及びカゼインは加水分解できない。全ての菌株は窒素源としてペプトン又は酵母エキスを利用でき、好気的又は嫌気的に硝酸を還元できる。アルギニン、ペプトン、又は酵母エキスからアンモニアは生じず、シスチン又は硫酸からH2Sは生じない。リゾチームに感受性を示す。主要な脂肪酸はiso-C16:0である。主要な呼吸キノンはMK-9(H4)である。極性脂質は、ジホスファチジルグリセロール、ホスファチジルエタノールアミン、及びホスファチジルイノシトールである。細胞壁はmeso-ジアミノピメリン酸（m-DAP）を含み、アラニン、グルタミン酸、m-DAPを化学量論で2:1:1で含む。GC含量は68～73%である。
多様な極限環境で見出されることが知られており、南極のLinnaeus Terraceの乾燥寒冷砂漠土壌から発見されたモデストバクター・マルチセプタタス（Modestobacter multiseptatus）、劣化した砂岩から発見されたModestobacter italicus、Modestobacter lapidis及びModestobacter muralis、深海底の堆積物から発見されたModestobacter marinus、アタカマ砂漠の極度の乾燥土壌で発見されたModestobacter caceresiiと‘Modestobacter excelsi’が含まれる。モデストバクター菌株は、液体の水の不足、低レベルの有機炭素、及び高い日射量で特徴づけられるアタカマ砂漠土壌の重要な構成要素である。M. caceresiiと‘M. excelsi’のゲノムは、アタカマ砂漠に適応するためのストレス遺伝子が豊富であることが明らかにされている。また、ゲオデルマトフィラス科の種であるBlastococcus atacamensisやGeodermatophilus chilensisと同様に、二次代謝産物の生合成に関連する多くの生合成遺伝子クラスター（biosynthetic gene cluster：BGC）を多く有することも確認されている。

## 種

### モデストバクター・マルチセプタタス（Modestobacter multiseptatus）
"multiseptatus"は、ラテン語で「多い」を意味する"multus"と、「囲いを設けられた」を意味する形容詞"septatus"を組み合わせた造語であり、「多くの隔壁を持つ」を意味する。タイプ株はAA-826T(=DSM 44406T、=CIP 106529T、=JCM 12207T)である。この株の16S rRNA遺伝子配列のGenBank/EMBL/DDBJアクセッション番号はY18646である。

### Modestobacter versicolor
"versicolor"は、ラテン語で「色を変える」を意味する男性形容詞である。コロニーは、貧栄養培地では暗褐色、富栄養培地ではピンク色又は白色で、直径1～4mmの凸状で、全体的に平滑又はしわ状であり、わずかに粘液状である。細胞は小さな短桿状（まっすぐ、軽く湾曲、不規則、又は先細り）であり、多くの場合は多隔壁細胞に発達する。単独または対で発生し、時には多数の細胞で凝集する。単独の細胞は0.5～1.0×1.0～3.0μmである。この細胞よりも長いフィラメントを形成することはめったに無い。フィラメントの長さは最大7.0μmである。隔壁は幅方向（細胞の長軸に直交する方向）であり、頂端細胞は時に芽胞に似る。運動性の有無は可変的であり、有る時は極鞭毛を利用する。生育条件は温度4～30℃（但し37℃以下では生育しない）且つpH 5–9であり、最適条件は25℃且つpH 7である。3%未満のNaCl濃度に耐性を持つ。タイプ株はCP153-2T(=ATCC BAA-1040T、=DSM 16678T)である。この株の16S rRNA遺伝子配列のGenBank/EMBL/DDBJアクセッション番号はAJ871304である。GC含量は73±2.5mol%である。

### モデストバクター・マリヌス（Modestobacter marinus）
"marinus"は、ラテン語で「海に関連する」を意味する男性形容詞である。非胞子形成性且つグラム陽性の、わずかに湾曲した真っすぐな短桿菌であり、約0.5～0.8×1.5～2.5µmであり、鞭毛によって運動する。コロニーは有機栄養リッチな培地での生育の初期段階ではオレンジ色又は赤色であり、14日後に黒色になる。貧栄養培地での増殖中ではずっと暗色を呈する。耐寒性であり、4～35℃で生育し、28℃で最適に生育するが、37℃では生育しない。最適生育pHは6～8であり、pH 9では生育は非常に緩慢になる。5%(w/v)未満のNaCl濃度に耐性がある。タイプ株は42H12-1T(= DSM 45201T、= CGMCC 4.5581T)である。この株の16S rRNA遺伝子配列のGenBank/EMBL/DDBJアクセッション番号はEU181225である。

### Modestobacter caceresii
種名は、アタカマ砂漠の土壌の研究者であるLuis Cáceresに因んで名づけられた。タイプ株はKNN 45-2bT(= CECT 9023T、= DSM 101691T)である。この株の16S rRNA遺伝子配列のGenBank/EMBL/DDBJアクセッション番号はLN898173である。

### Modestobacter altitudinis
"altitudinis"は、ラテン語で「高地」を意味する名詞である。タイプ株は1G4T(= DSM 107534T、= PCM 3003T)である。この株の16S rRNA遺伝子配列及びゲノム配列のGenBank/EMBL/DDBJアクセッション番号はそれぞれMH430521及びSJEW00000000である。

## 歴史
- 2000年にMevsらは、南極のLinnaeus Terraceの土壌からモデストバクター・マルチセプタタス（Modestobacter multiseptatus）を発見したことを報告した[1]。このとき、当時は非承認のゲオデルマトフィラス科（Geodermatophilaceae）に分類した。
- 2006年にPhilippe Normandは、モデストバクター属等を含む新科としてゲオデルマトフィラス科を正式に提案した[27]。
- 2007にReddyらは、コロラド高原から収集されたbiological soil crustサンプルからModestobacter versicolorを発見したことを報告し、モデストバクター属の説明を修正した[22]。
- 2011年にXiaoらは、大西洋から採取された深海堆積物サンプル（2,983m）からモデストバクター・マリヌス（Modestobacter marinus）を発見したことを報告し、モデストバクター属の説明を修正した[18]。
- 2014年にSenらは、モデストバクター科等を含む新目としてゲオデルマトフィラス目（Geodermatophilales）を提案した[28]。
- 2017年にBusarakamらは、チリのアタカマ砂漠のYungay core regionで採取された極度乾燥土壌からModestobacter caceresiiを発見したことを報告した[6]。
- 2020年にGolińskaらは、アタカマ砂漠のCerro Chajnantorで採取された、極度に乾燥した土壌からModestobacter altitudinisを発見したことを報告した[4]。
- 2023年にJiangらが中国沙坡頭区の砂漠でModestobacter desertiを発見したことを報告した[8]